# Kad fazani lete
Kad fazani lete — студийный альбом рок-группы Azra, вышедший в 1983 году на лейбле Jugoton.

## Об альбоме
В конце 1982 года фронтмен группы Бранимир Штулич провел десять дней в Сараево и представил треки Горану Бреговичу, который должен был стать продюсером альбома. Но сотрудничество не сложилось. Впоследствии Штулич заявил в интервью: «Брегович и я расстались в то время, когда мы оба были старше Леннона и Маккартни во время их разрыва… Будь мы на десять-двенадцать лет моложе… вероятно, сотрудничество бы получилось».
Kad fazani lete был записан без участия постоянных членов Azra, барабанщика Бориса Лайнера и басиста Мишо Хрняка, которых призвали на военную службу. Лайнер был заменен Стречкой Антониоли (Srećko Antonioli), в то время Бранимир Штулич играл и на бас-гитаре.
Звучание представляет собой классический хард-рок, наполненный тяжелыми гитарными риффами.

## Список композиций
1. Anđeli
2. Kao i jučer
3. My dear
4. Idi za svojom sudbinom
5. Kad fazani lete
6. Niska bisera
7. Štićenik
8. Nebo iznad Trnskog
9. Nemir i strast
10. Plavi golub